# MONGOL800
몽골800 (Mongol800)은 1998년에 결성된 오키나와현 출신 남성 3인조 록 밴드이다. 하이 웨이브에 소속이며, 약칭은 '몬파치'. 분류되는 장르는 멜로딕 하드코어이며, 대표곡으로 〈작은 사랑의 노래〉 (小さな恋のうた), 〈당신에게〉 (あなたに) 등이 있다.

## 기본 정보
- 멤버가 고교재학 중인 1998년 여름에 결성됐다. 'START', '新コメカミンA(신코메카민A) '를 자주제작한 후, 1999년 12월 (전국발매는 2000년 4월)에 'GO ON AS YOU ARE'로 메이저 데뷔. 2001년 9월, 2nd앨범 'MESSAGE'를 발표. 발매 7개월후 오리콘 앨범차트에서 인디즈이면서 1위를 획득한다. 그 후, 인디즈로서는 전대미문의 270만장 이상의 매상을 올려 큰 화제를 부른다. 일약, 일본의 멜로딕코어의 대표격의 위치에 오른다.
- '琉球愛歌(류큐애가)나 '矛盾の上に咲く花(모순의 위에 피는 꽃)' 등, 반전·평화를 테마로 한 곡이 많다.
- 라이브에서의 입장곡은 샨샨타이훈의 '愛より青い海(사랑보다 푸른 바다)'.
- 기본적으로 TV에는 출연하지 않는 입장.
  - 예외적으로 2007년 11월 2일 방송된 '僕らの音楽(우리들의 음악)'에 출연했는데 이는 "오쿠다 타미오와 공연가능"하기 때문에 출연했다고 한다.

## 역사
NHK로부터 2002년 '홍백가합전'의 참가를 의뢰받았지만 거부했다. 그 해의 섣달그믐날은, 오키나와의 작은 라이브하우스에서 새해맞이라이브를 했다. 2003년 4월에는 이탈리아에서의 라이브를 성공시킨다. 2004년초에 들어선 전국 47도도부현 투어 'MONGOL800全国 PARTY!! ~百々2004~'를 실시했다. 2005년 3월에는 마카오, 11월에는 로스앤젤레스에서 라이브를 했다. 2005년 8월에는 도쿄·오사카에서 'MONGOL800 ga LIVE', 10월에는 오사카·아이치·홋카이도·후쿠오카에서 'MONGOL800 ga LIVE 2'라는 미니투어를 실시했다. 2006년 2년5개월만의 앨범 'Daniel'을 가지고 전국47도도부현투어 'MONGOL800 Daniel's TOUR 2006'을 실시했다.

## 구성원
- 上江洌清作 (우에즈 키요사쿠, 1981년 2월 15일 ~ )
  - 보컬, 베이스 담당. 오키나와국제대학 문학부 영문학과 졸업.
- 儀間崇 (기마 타카시, 1980년 10월 9일 ~ )
  - 일렉트릭기타 담당.
- 高里悟 (타카자토 타카시, 1980년 8월 17일 ~ )
  - 드럼 담당. 시코쿠대학 졸업.

## 디스코그래피

### 데뷔 전
- START
- 新コメカミンA(신코메카민A)

### 앨범
- GO ON AS YOU ARE (1999년 12월/초회반말매/오키나와한정) (2000년 4월 7일/전국발매)
  - 매상 60만장.
  - 초회반은 북클릿의 사진의 차이와 ISLAND의 'Stay With Me'의 커버가 보너스트랙으로 수록되어있다.
- MESSAGE (2001년 9월 16일 발매)
  - 인디즈앨범 사상 처음으로 오리콘 제1위를 획득. 2002년도 연간 판매 3위. 매상 280만장.
- 百々 (수많음) (2004년 3월 18일 발매)
  - 읽는 법은 '모모'
  - 오리콘 첫등장 3위.
- Daniel (2006년 8월 8일 발매)
  - 릴리즈 전의 사전정보가 거의 없이, 갑자기 릴리즈 발표가 있었다.
- etc works-エトセトラ ワークス- (et cetera works, 기타 작품들) (2008년 7월 8일 발매)
  - 결성 10주년 기념 앨범으로서 발매.
  - 여러 아티스트들과의 합작품이나 트리뷰트 앨범의 참가, 제공한 노래등으로 만들어진 노래를 모은 앨범.
  - 오리콘 첫등장 13위.

### 싱글
- ヨロコビノウタ(기쁨의 노래) (2003년 12월 6일 발매)
  - 인디즈싱글 사상 최초로 오리콘 제1위를 획득 (2주연속)
  - 이 작품은 8cmCD이고, 2007년 7월 현재 오리콘싱글차트에서 마지막으로 1위를 획득한 8cmCD로, 1위를 획득한 최초이자 최후의 8cm인디즈싱글이기도 하다.
- special thanks!! (2008년 12월 3일)

### DVD
- DVD800 Daniel's Tour2006 (2007년 7월 10일)
  - 라이브 DVD

### 참가작품
- HUSKEENG BEE (트리뷰트 앨범) (2007년 3월 21일 발매)
  - 14. オーバーラップワルツ (Overwrap Waltz)
- ユニコーン・トリビュート (Unicorn Tribute) (트리뷰트 앨범) (2007년 10월 24일 발매)
  - 2. 大迷惑 (큰 민폐)
- FUNFAIR (립 슬라임의 오리지널 앨범) (2007년 11월 28일 발매)
  - 12. Remember (RIP SLYME with MONGOL800)
- おきなわのホームソング (오키나와의 Home Song) (2008년 2월)
  - ニーブイカーブイ (니부이카부이) (작사: 우에즈 키요사쿠)

## 다른 아티스트에 의한 커버
- 小さな恋の歌(작은 사랑의 노래)　사와 토모에, 오오야마 유리카, Hearts Grow, 나츠카와 리미, SISTER KAYA, pino schizzo, 아라가키 유이, Aze Ryoko
- あなたに(당신에게)　카토 토키코, SISTER KAYA, 오오야마 유리카